# سن-شارل-گرنیه، کبک
سَن-شارل-گَرنیه (به فرانسوی: Saint-Charles-Garnier) قصبه‌ای در منطقه شهری لا میتیس ناحیه با-سن-لوران در استان کبک کانادا است. در سرشماری سال ۲۰۱۱ این قصبه ۳۱۵ نفر جمعیت داشته‌است و مساحت آن ۸۳٫۷۳ کیلومتر مربع است.